# Слободка (Руднянский сельсовет)
Слободка (бел. Слабодка) — деревня в Червенском районе Минской области Беларуси. Входит в состав Руднянского сельсовета.

## Географическое положение
Расположена в 20 километрах к северо-западу от Червеня, в 48 км от Минска, в 24 км от железнодорожной станции Смолевичи линии Минск—Орша.

## История
Деревня известна с XVIII века на территории Великого княжества Литовского. На 1781 год здесь было 24 двора, жили 154 человека. В результате II раздела Речи Посполитой 1793 года оказалась в составе Российской империи. На 1800 год входила в состав Игуменского уезда Минской губернии, принадлежала А. Слотвинскому и насчитывала 18 дворов, 173 жителя. К середине XIX века перешла в собственность к казне. Согласно переписи населения Российской империи 1897 года в составе Гребёнской воости существовали деревня Слободка (она же Белолужье[уточнить]), где было 23 двора, проживали 196 человек, и околица Слободка, насчитывавшая 2 двора и 17 жителей. На 1917 год в деревне было 34 двора и 192 жителя, из них 10 — евреи, остальные — белорусы. С февраля по декабрь 1918 года деревня была оккупирована немцами, с августа 1919 по июль 1920 — поляками. 20 августа 1924 года она вошла в состав вновь образованного Руднянского сельсовета Червенского района Минского округа (с 20 февраля 1938 — Минской области). В 1930-е годы в Слободке была проведена коллективизация. Во время Великой Отечественной войны деревня была оккупирована немецко-фашистскими захватчиками в конце июня или начале июля 1941 года. В лесах в районе деревни действовали партизаны бригад «Разгром» и имени Щорса. 13 жителей деревни не вернулись с фронта. Освобождена в начале июля 1944 года. На 1960 год посёлок Красная Слободка, его население составило 339 человек. В 1980-е годы она относилась к совхозу имени Щорса. На 1997 год здесь было 36 домов и 63 жителя. На 2013 год 13 круглогодично жилых домов, 21 постоянный житель.

## Население
- 1871 — 24 двора, 154 человека
- 1800 — 18 дворов, 173 жителя
- 1897 — 23 двора, 196 жителей + 2 двора, 17 жителей
- 1917 — 1 двор, 102 жителя
- 1960 — 339 жителей
- 1997 — 36 дворов, 63 жителя
- 2013 — 13 дворов, 21 житель